# Lutzomyia ferreirana
Lutzomyia ferreirana är en tvåvingeart som först beskrevs av Barretto M. P., Martins A. V., Pellegrino J. 1956.  Lutzomyia ferreirana ingår i släktet Lutzomyia och familjen fjärilsmyggor. Inga underarter finns listade i Catalogue of Life.